# Saint-Just, Hérault
Saint-Just este o comună în departamentul Hérault din sudul Franței. În 2009 avea o populație de 2.785 de locuitori.

## Evoluția populației
| An        | 1975 | 1982  | 1990  | 1999  | 2006  | 2009  |
| --------- | ---- | ----- | ----- | ----- | ----- | ----- |
| Populație | 581  | 1.034 | 1.568 | 2.493 | 2.636 | 2.785 |